# 鄧康
參數所指定的目標頁面不存在，建議更正成存在頁面或直接建立下列一個頁面（建立前請先搜尋是否有合適的存在頁面可以取代）：
- 夷安侯

邓康（？—134年），南阳新野（今河南新野南）人，邓珍的儿子，东汉夷安侯。

## 生平
邓康年轻时品行好，他的哥哥邓良继承了爵位。永初七年（113年），邓良去世，膝下无子，邓康被封为夷安侯。后来邓康因为邓太后长期管理朝政，同族人遍布朝廷而屡次上书长乐宫劝说邓太后，应该尊崇汉室刘氏，缩小私人权限。结果太后没有听取，邓康就感到很害怕。永宁元年（120年），他便开始推病不上朝。邓太后便派内宫的侍者去慰问他，并通报自己是中大人。邓康听到那人原是自己家中的人后就大骂了她，她便怀恨在心。回到宫内对邓太后说邓康不仅装病而且出言不逊，邓太后便罢免了他的官职，让他回到封国，并且将他从家族中除名。
到了他的从兄邓骘死后，汉安帝将他召回朝廷当侍中。汉顺帝在位时担任太仆，因为为人正直而名声大扬，后来因病免去官职。阳嘉三年（134年），邓康去世，谥号义侯。
| 東漢夷安侯國（59年－？） |      |            |      |          |              |
| 傳位                     | 世   | 稱號及諡號 | 姓名 | 在位年數 | 在位時間     |
| 第1任                    | 始封 | 夷安侯     | 鄧珍 | ？       | 59年－？     |
| 第2任                    | 二世 | 夷安侯     | 鄧良 | ？       | ？           |
| 第3任                    | 二世 | 夷安義侯   | 鄧康 | 22年     | 113年－134年 |
| 永和五年（140年）仍見    |      |            |      |          |              |